# Kim Dung
Kim Dung (10 tháng 3 năm 1924 – 30 tháng 10 năm 2018), tên khai sinh là Tra Lương Dung, là một trong những nhà văn có tầm ảnh hưởng nhất đến văn học Trung Quốc hiện đại. Ông còn là người đồng sáng lập của nhật báo Hồng Kông Minh Báo, ra đời năm 1959 và là tổng biên tập đầu tiên của tờ báo này.
Từ năm 1955 đến năm 1972, ông đã viết tổng cộng 14 cuốn tiểu thuyết và 1 truyện ngắn. Sự nổi tiếng của những bộ truyện đó khiến ông được xem là người viết tiểu thuyết võ hiệp thành công nhất lịch sử. 300 triệu bản in (chưa tính một lượng rất lớn những bản lậu) đã đến tay độc giả của Trung Hoa đại lục, Hồng Kông, Đài Loan, châu Á và đã được dịch ra các thứ tiếng Việt, Hàn, Nhật, Thái, Anh, Pháp, Indonesia. Tác phẩm của ông đã được chuyển thể thành phim truyền hình, trò chơi điện tử.
Tên ông được đặt cho tiểu hành tinh 10930 Jinyong (1998 CR2), là tiểu hành tinh được tìm ra trùng với ngày sinh âm lịch của ông (6 tháng 2). Tháng 2 năm 2006, ông được độc giả gọi là nhà văn được yêu thích nhất tại Trung Quốc. Ông là người sùng đạo Phật, rất yêu thiên nhiên và động vật, đặc biệt ông có nuôi một con chó Trùng Khánh.

## Tiểu sử
Kim Dung tên thật là Tra Lương Dung (phồn thể: 查良鏞, giản thể: 查良镛, bính âm: Cha Leung Yung), sinh vào ngày 10 tháng 3 năm 1924 tại trấn Viên Hoa, huyện Hải Ninh, Gia Hưng, Chiết Giang, Trung Quốc, trong một gia tộc khoa bảng danh giá . Ông nội là Tra Văn Thanh làm tri huyện Đan Dương ở tỉnh Giang Tô. Tra Văn Thanh về sau từ chức, đến đời con là Tra Xu Khanh bắt đầu sa sút; Tra Xu Khanh theo nghề buôn, sau sinh 9 đứa con, Kim Dung là con thứ hai. Tra Xu Khanh (查樞卿) bị chính quyền cộng sản bắt và hành quyết với tội phản cách mạng trong phong trào Thanh Trừng Phản Cách Mạng vào những năm đầu thập niên 1950. Sau này vào thập niên 1980 Tra Xu Khanh được tuyên bố vô tội.
Thuở nhỏ Kim Dung thông minh, lanh lợi, nghịch nhưng không đến nỗi quậy phá. Ông yêu thiên nhiên, thích nghe kể chuyện thần thoại, truyền thuyết, nhất là về những ngọn triều trên sông Tiền Đường. Đặc biệt ông rất mê đọc sách. Dòng họ Kim Dung có một nhà để sách gọi là "Tra thị tàng thư" nổi tiếng khắp vùng Chiết Tây, chứa rất nhiều sách cổ.
Sáu tuổi, ông vào học tiểu học ở quê Hải Ninh. Ông rất chăm học, lại thêm mê đọc sách nên trở thành một học sinh giỏi của lớp. Thầy dạy văn cho ông lúc bé tên Trần Vị Đông, là người rất thương yêu và tin tưởng Kim Dung, đă cùng ông biên tập tờ báo lớp. Một số bài làm văn của Kim Dung, nhờ sự giới thiệu của thầy Đông đă được đăng lên Đông Nam nhật báo.
Năm lên tám tuổi, ông lần đầu đọc tiểu thuyết võ hiệp, khi đọc đến bộ truyện Hoàng Giang nữ hiệp của Cố Minh Đạo, cảm thấy rất say mê.
Năm 13 tuổi, xảy ra sự biến Lư Câu Kiều, Kim Dung được gửi đến học trường trung học Gia Hưng ở phía Đông tỉnh Chiết Giang. Tuy xa nhà nhưng cuộc sống của ông cũng không khác mấy, ngoài đi học vẫn chúi đầu đọc sách, và vẫn đứng đầu lớp. Một hôm nhân dịp về thăm nhà, ông khoe gia đình cuốn sách Dành cho người thi vào sơ trung, một cuốn cẩm nang luyện thi, có thể coi là cuốn sách đầu tiên của ông, viết năm 15 tuổi và được nhà sách chính quy xuất bản. Đến khi lên bậc Cao trung, Kim Dung lại soạn Hướng dẫn thi vào cao trung.
Năm 16 tuổi, ông viết truyện trào phúng Cuộc du hành của Alice có ý châm biếm ngài chủ nhiệm ban huấn đạo, người này tức giận, liền ép hiệu trưởng phải đuổi học ông. Cuộc du hành của Alice tuy đem lại tai hại, nhưng đã cho thấy tài tưởng tượng, cũng như tinh thần phản kháng của Kim Dung, mà sau này thể hiện rất rõ trên các tác phẩm. Ông lại chuyển đến học trường Cù Châu. Tại trường này có những quy định rất bất công với học trò, học sinh không được quyền phê bình thầy giáo, nhưng thầy giáo có quyền lăng nhục học sinh. Năm thứ hai tại trường, ông viết bài Một sự ngông cuồng trẻ con đăng lên Đông Nam nhật báo. Bài báo làm chấn động dư luận trong trường, được giới học sinh tranh nhau đọc. Ban giám hiệu trường Cù Châu đành phải bãi bỏ những quy định nọ. Không những vậy, một ký giả của Đông Nam nhật báo là Trần Hướng Bình do hâm mộ tác giả bài báo, đã lặn lội tìm đến trường học để thỉnh giáo.
Năm 1941, chiến tranh Thái Bình Dương bùng nổ, trường Cù Châu phải di dời, ban giám hiệu quyết định cho học sinh lớp cuối tốt nghiệp sớm để bớt đi gánh nặng. Kim Dung cũng nằm trong số đó. Sau ông thi vào học Luật quốc tế tại học viện chính trị Trung ương ở Trùng Khánh.
Tại học viện chính trị Trung ương, Kim Dung vẫn học rất giỏi, cuối năm nhất ông được tặng phần thưởng cho sinh viên xuất sắc nhất. Thời kỳ này, ông ngoài tham gia viết bình luận chính trị trên các báo, còn bắt tay vào làm cuốn Anh – Hán tự điển và dịch một phần Kinh Thi sang tiếng Anh, hai công trình này về sau dở dang. Ông học lên năm thứ ba thì tại trường bắt đầu nổi lên các cuộc bạo loạn chính trị. Có lần viết thư tố cáo một vụ bê bối trong trường, Kim Dung lần thứ hai trong đời bị đuổi học, năm 19 tuổi.
Sau ông xin làm việc tại Thư viện trung ương. Ở chung với sách, tri thức nâng cao lên rất nhiều. Ngoài đọc sách sử học, khoa học và những tiểu thuyết võ hiệp đương thời, ông còn đọc những cuốn như Ivanhoe của Walter Scott, Ba người lính ngự lâm, Bá tước Monte-Cristo của Alexandre Dumas (cha), những truyện này đã ảnh hưởng đến văn phong của ông. Tại đây ông bắt đầu nảy sinh ý định sáng tác truyện võ hiệp. Ông cũng sáng lập ra một tờ báo lấy tên Thái Bình Dương tạp chí, nhưng chỉ ra được một số đầu, số thứ 2 nhà xuất bản không chịu in.
Năm 1944, ông đến làm việc cho một nông trường ở Tương Tây. Nơi này rất tịch mịch hẻo lánh, đến năm 1946, không chịu nổi ông xin thôi việc, người chủ nông trường không cản được, tiễn ông bằng một bữa thịnh soạn. Mùa hạ năm đó, ông về lại quê cũ ở Hải Ninh, cha mẹ nghe tin ông bị đuổi học, rất buồn.
Năm 1946 từ biệt gia đình, ông về Hàng Châu làm phóng viên cho tờ Đông Nam nhật báo theo lời giới thiệu của Trần Hướng Bình, người ngày xưa đã tìm đến trường ông. Ông làm việc rất tốt, tỏ ra có tài thiên phú về viết báo. Năm sau, theo lời mời của tạp chí Thời dữ triều, ông thôi việc ở Đông Nam nhật báo, sang Thượng Hải tiếp tục nghề viết hay dịch thuật từ máy Radio. Chẳng bao lâu ông lại rời toà soạn Thời dữ triều, xin vào làm phiên dịch của tờ Đại công báo. Lúc này anh trai của Kim Dung là Tra Lương Giám đang làm giáo sư ở học viện Pháp lý thuộc đại học Đông Ngô gần đó, ông liền xin vào học tiếp về luật quốc tế.
Năm 1948, tờ Đại công báo ra phụ bản tại Hồng Kông, ông được cử sang làm việc ở đó, dịch tin quốc tế. Trước khi ra đi vài ngày, ông chạy đến nhà họ Đỗ để ngỏ lời cầu hôn cô con gái 18 tuổi, được chấp nhận. Hôn lễ tổ chức trang trọng tại Thượng Hải, người vợ đầu tiên Đỗ Trị Phân của ông rất xinh đẹp.
Năm 1950, trong cuộc Cải cách ruộng đất ở Trung Quốc, gia đình ông bị quy thành phần địa chủ, cha ông bị đấu tố, từ đó ông mất liên lạc với gia đình. Trong lúc này, vợ ông không chịu nổi cuộc sống ở Hồng Kông, trở về gia đình bên mẹ, không chịu về nhà chồng nữa. Năm 1951 họ quyết định ly hôn.
Năm 1952, ông sang làm việc cho tờ Tân văn báo, phụ trách mục Chuyện trà buổi chiều, chuyên mục này giúp ông phát huy khả năng viết văn của mình hơn, ông rất thích, một phần vì khán giả cũng rất thích. Ông còn viết phê bình điện ảnh. Từ đó dần đi sâu vào lĩnh vực này. Từ 1953, rời Tân Văn báo, bắt tay vào viết một số kịch bản phim như Lan hoa hoa, Tuyệt đại giai nhân, Tam luyến... dưới bút danh Lâm Hoan. Những kịch bản này dựng lên được các diễn viên nổi tiếng thời bấy giờ như Hạ Mộng, Thạch Tuệ, Trần Tứ Tứ... diễn xuất.
Từ khi mới vào làm cho Tân Văn Báo, ông quen thân với La Phù và Lương Vũ Sinh. Đến năm 1955, được hai người ủng hộ và giúp đỡ, ông viết truyện võ hiệp đầu tay là Thư kiếm ân cừu lục, đăng hàng ngày trên Hương Cảng tân báo, bút danh Kim Dung cũng xuất hiện từ đây. Hai chữ "Kim Dung" 金庸 là chiết tự từ chữ "Dung" 鏞, tên thật của ông, nghĩa là "cái chuông lớn". Thư kiếm ân cừu lục ra đời, tên Kim Dung được chú ý đến, dần dần, ông cùng Lương Vũ Sinh được xem như hai người khai tông ra Tân phái của tiểu thuyết võ hiệp. Ông viết tiếp bộ Bích huyết kiếm được hoan nghênh nhiệt liệt, từ đó chuyên tâm vào viết tiểu thuyết võ hiệp và làm báo.
Năm 1959, cùng với bạn học phổ thông Trầm Bảo Tân, ông lập ra Minh Báo. Ông vừa viết tiểu thuyết, vừa viết các bài xã luận. Qua những bài xã luận của ông, Minh Báo càng ngày được biết đến và là một trong những tờ báo được đánh giá cao nhất.
Năm 1972 sau khi viết cuốn tiểu thuyết cuối cùng, ông đă chính thức nghỉ hưu và dành những năm sau đó biên tập, chỉnh sửa các tác phẩm văn học của mình. Lần hoàn chỉnh đầu tiên là vào năm 1979. Lúc đó, các tiểu thuyết võ hiệp của ông đă được nhiều độc giả biết điến. Các tác phẩm đã được chuyển thể thành phim truyền hình. Năm sau, ông tham gia giới chính trị Hồng Kông. Ông là thành viên của ủy ban phác thảo Đạo luật cơ bản Hồng Kông. Ông cũng là thành viên của Ủy ban chuẩn bị giám sát sự chuyển giao của Hồng Kông về chính phủ Trung Quốc.
Năm 2006, ông xuất bản cuốn tản văn đầu tiên.
Ngày 30 tháng 10 năm 2018, nhà văn Kim Dung qua đời ở tuổi 94 tại Bệnh viện Dưỡng Hòa sau một thời gian dài chiến đấu với bệnh tật.

### Tôn giáo
Vào tháng 10 năm 1976, sau cái chết đột ngột của con trai trưởng của mình, Kim Dung đã quyết định tìm hiểu nhiều vào các triết lý của tôn giáo. Kết quả là ông tự mình quy y Phật giáo 2 năm sau đó.
Trong 1 năm sau khi con trai qua đời, ông đã đọc rất nhiều thư tịch, tìm tòi và tra cứu sự huyền bí của "sinh và tử" (sự sống và cái chết). Thời còn học trung học, ông đã đọc hết bộ toàn thư của Cơ đốc giáo, bây giờ nhớ lại nội dung chính, trải qua nhiều lần suy ngẫm, ông thấy nội dung giáo lý của đạo Cơ đốc không phù hợp với suy nghĩ của mình. Sau quá trình tiếp tục nghiên cứu, ông đã khảo sát, suy nghĩ tìm tòi, nghi ngờ chất vấn trong thời gian dài, cuối cùng đã thành tâm thành ý tiếp nhận Phật pháp, điều này đã giải quyết những thắc mắc lớn trong lòng ông và đem lại cho ông sự bình an trong tâm hồn.

## Gia đình riêng
Kim Dung trải qua 3 đời vợ. Người vợ đầu là Đỗ Trị Phân (杜治芬), một thiếu nữ khuê các; người vợ thứ hai là Chu Mai (朱玫), một nữ phóng viên năng động; người vợ thứ ba là Lâm Lạc Di (林樂怡), một nữ phục vụ.
Kim Dung có bốn người con (hai trai hai gái) đều là do người vợ thứ hai Chu Mai sinh ra và không ai theo nối nghiệp văn chương của cha.
- Con đầu (trai) của Kim Dung là Tra Truyền Hiệp. Truyền Hiệp ra đời vào lúc Kim Dung và Chu Mai đang vất vả mưu sinh, chuẩn bị thành lập tòa soạn Minh báo. Tháng 10 năm 1976, Tra Truyền Hiệp đang học năm nhất Đại học Columbia đã bất ngờ treo cổ tự tử sau khi cãi nhau qua điện thoại với người bạn gái ở San Francisco, lúc ấy anh chưa đầy 20 tuổi. Nguyên nhân cái chết của Tra Truyền Hiệp có thuyết nói là do anh buồn chuyện cha mẹ kiên quyết ly hôn, khuyên can vô hiệu, lại gặp chuyện với bạn gái, nhất thời kích động nên đã quyên sinh.
- Con thứ hai (trai) của Kim Dung là Tra Truyền Thích có vóc dáng giống Kim Dung nhất. Tra Truyền Thích rất mê nấu ăn, am hiểu và thạo chế biến các món ăn của Pháp, Ấn Độ, Tứ Xuyên, Quảng Đông. Truyền Thích viết nhiều bài về ẩm thực trên các báo, tạp chí, lấy bút danh là "Bát Đại đệ tử". "Bát Đại" là chỉ 8 thứ cốt yếu trong nấu ăn truyền thống. Năm 2001, Tra Truyền Thích mở nhà hàng Thực Gia Thái ở Hồng Kông. Năm 2004, Tra Truyền Thích đóng cửa nhà hàng, đến Thẩm Quyến làm chỉ đạo ẩm thực cho một nhà hàng cao cấp.
- Con thứ ba (gái) của Kim Dung là Tra Truyền Thi. Lúc Truyền Thi được 5 tuổi thì Cách mạng Văn hóa nổ ra. Kim Dung bị liệt vào vị trí thứ hai trong danh sách 5 người phải tiêu diệt. Vị trí số một là phát thanh viên Lâm Bân, khi đang trên đường đi làm thì bị nhóm người chặn xe đổ xăng thiêu sống. Trước tình hình đó, Kim Dung phải đưa vợ con đi lánh nạn ở Singapore. Tại đây, Truyền Thi bị sốt cao, đưa vào một bệnh viện tiêm thuốc nhưng không may lại quá liều khiến hai tai cô bé bị điếc. Kim Dung thường gọi yêu đùa con là "Tiểu Lung Nữ" ("lung" là điếc). Tháng 3 năm 1982, Tra Truyền Thi được cha gửi sang Canada, học tại trường Đại học York, tốt nghiệp với thành tích xuất sắc, sau đó về Hồng Kông làm ở bộ phận quảng cáo của tòa soạn Minh Báo. Sau đó cô làm phóng viên, phó tổng biên tập tờ Minh báo buổi tối. Năm 1988, cô kết hôn với tổng biên tập là Triệu Quốc An.
- Con út (gái) của Kim Dung là Tra Truyền Nột, từ nhỏ đã thể hiện năng khiếu hội họa. Tranh của cô được giới chuyên môn đánh giá cao.[11]

## Ảnh hưởng ở Việt Nam
Dịch giả đưa Kim Dung lên cơn sốt tại Việt Nam được ghi nhận là Tiền Phong Từ Khánh Phụng với bản Cô gái Đồ Long (dịch Ỷ thiên Đồ long ký), đăng trên báo Đồng Nai năm 1961. Thực ra trước đó, đã có một số bản dịch như Bích huyết kiếm của Từ Khánh Phụng (báo Đồng Nai), Anh hùng xạ điêu của Đồ Mập (báo Dân Việt), Thần điêu đại hiệp (Thần điêu hiệp lữ) của Vũ Tài Lục và Hải Âu Tử (báo Mới).
Tuy nhiên, truyện kiếm hiệp vẫn được xem là thứ giải trí rẻ tiền. Bản dịch Cô gái Đồ Long mới tạo nên cơn sốt truyện Kim Dung trong các tầng lớp độc giả từ bình dân đến trí thức. Một số nhà văn nhà báo lấy bút danh theo tên nhân vật trong truyện Kim Dung như Hư Trúc, Kiều Phong... Nhiều nhà văn nổi tiếng tham gia bình luận Kim Dung như Bùi Giáng, Bửu Ý, công phu nhất là Đỗ Long Vân với loạt bài Vô Kỵ giữa chúng ta hay là hiện tượng Kim Dung. Dịch giả truyện Kim Dung tài hoa nhất là Hàn Giang Nhạn với các bản dịch Tiếu ngạo giang hồ, Lộc Đỉnh ký... câu văn thanh thoát tự nhiên, sinh động.
Sau 1975, giống như tại Trung Quốc và Đài Loan cùng thời, các tác phẩm của Kim Dung bị nhà nước Việt Nam cấm lưu hành. Tuy nhiên, các bản sách cũ vẫn được lén lút lưu giữ và được nhiều người truyền tay đọc. Đầu thập niên 1990, với chủ trương Đổi Mới, chính quyền Việt Nam giảm bớt sự cấm đoán gắt gao với văn hóa văn nghệ. Một số phim và sách võ hiệp cũ được phát hành lại. Để dễ xin phép xuất bản, thoạt tiên sách không ghi đúng tên tác giả mà lấy các bút danh khác như Nhất Giang, về sau mới ghi đúng tên Kim Dung, Cổ Long. Nhà xuất bản Quảng Ngãi đã tích cực phát hành lại sách võ hiệp cũ. Thêm vào đó, sự phát triển của Internet giúp các bản dịch cũ lưu truyền rộng rãi, ban đầu dưới dạng scan từng trang sách, sau đó là dạng văn bản do những người hâm mộ gõ lại. Sau 1975, nhà văn Vũ Đức Sao Biển là người đầu tiên viết khảo luận về Kim Dung, các bài của ông đăng trên tập san Kiến thức ngày nay, sau in thành bộ Kim Dung giữa đời tôi (4 quyển).
Công ty Văn hóa Phương Nam là công ty đầu tiên mua bản quyền dịch tác phẩm võ hiệp của Kim Dung. Từ năm 1999, Phương Nam đã mua được bản quyền dịch tác phẩm của Kim Dung, thông qua thương lượng trực tiếp với nhà văn. Từ năm 2001, toàn bộ tác phẩm võ hiệp của Kim Dung lần lượt được dịch lại và phát hành ở Việt Nam theo các bản hiệu đính mới nhất. Các dịch giả gồm có Cao Tự Thanh, Vũ Đức Sao Biển, Lê Khánh Trường, Đông Hải, Hoàng Ngọc (Huỳnh Ngọc Chiến).
Trong cộng đồng người Việt ở nước ngoài, dịch giả Nguyễn Duy Chính được xem là người có các bản dịch với chất lượng dịch tốt, điển hình như các bản dịch Thiên long bát bộ và Ỷ thiên Đồ long ký (lưu truyền trên Internet). Nguyễn Duy Chính cũng viết một số khảo luận về các yếu tố văn hóa Trung Hoa trong tác phẩm của Kim Dung.

## Vinh dự

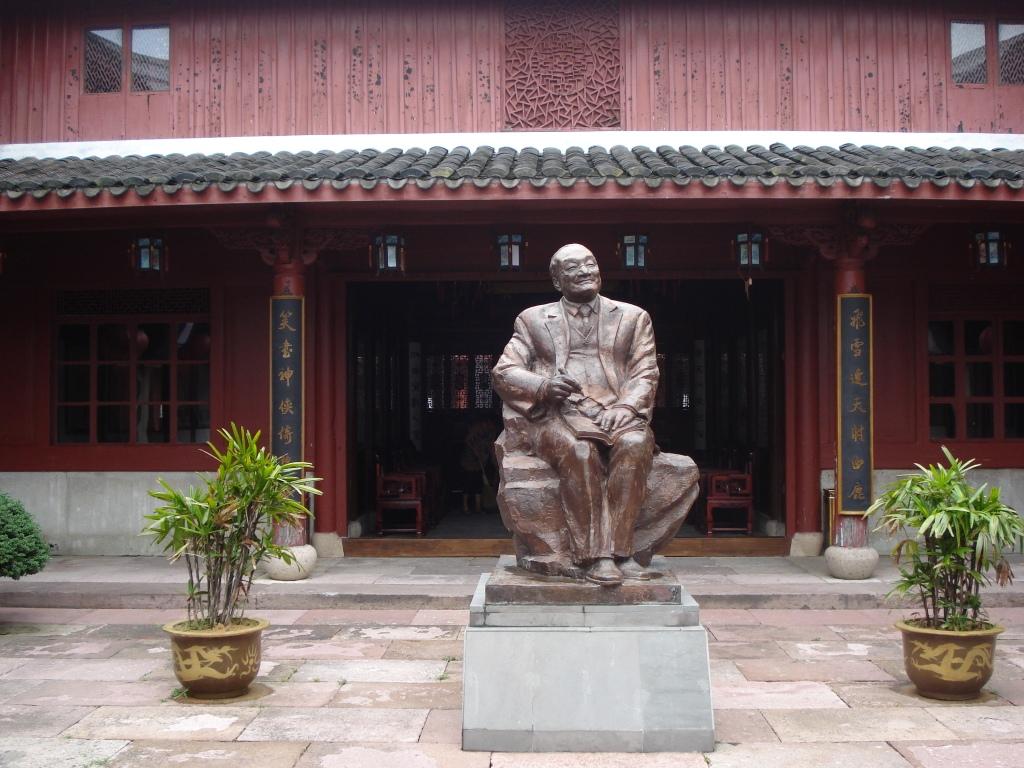
Tượng Kim Dung tại đảo Đào Hoa, Phổ Đà, Chu San, Chiết Giang

Ngoài các tiểu thuyết võ hiệp, ông còn viết các truyện lịch sử Trung Quốc. Ông đã được trao tặng nhiều huân chương danh dự.
Kim Dung đã được trao tặng huân chương OBE của Vương Quốc Anh năm 1981, và Bắc đẩu bội tinh năm 1982, Commandeur de l'Ordre des Arts et des Lettres năm 2004 của chính phủ Pháp.
Ông cũng là giáo sư danh dự của nhiều trường đại học như Bắc Kinh, Chiết Giang, Nam Khai, Hồng Kông, British Columbia cũng như là tiến sĩ danh dự của đại học Cambridge.
Tháng 3 năm 2017, Bảo tàng Di sản Hong Kong đã mở cuộc triển lãm các tranh ảnh có liên quan đến các tác phẩm của Kim Dung.

## Tác phẩm
Kim Dung viết tổng cộng 15 truyện trong đó 1 truyện ngắn và 14 tiểu thuyết. Hầu hết các tiểu thuyết đều được xuất bản trên các nhật báo.
|    | Tên truyện              | Tên nguyên bản | Tên khác            | Năm sáng tác | Số lượng từ | Ghi chú                  |
| -- | ----------------------- | -------------- | ------------------- | ------------ | ----------- | ------------------------ |
| 1  | Thư kiếm ân cừu lục     | 書劍恩仇錄     | Thư kiếm ân thù lục | 1955         | 513,000     |                          |
| 2  | Bích huyết kiếm         | 碧血劍         |                     | 1956         | 488,000     |                          |
| 3  | Xạ điêu anh hùng truyện | 射雕英雄傳     | Anh hùng xạ điêu    | 1957         | 918,000     | Xạ điêu tam bộ khúc I    |
| 4  | Thần điêu hiệp lữ       | 神雕俠侶       | Thần điêu đại hiệp  | 1958         | 979,000     | Xạ điêu tam bộ khúc II   |
| 5  | Tuyết sơn phi hồ        | 雪山飛狐       |                     | 1959         | 130,000     |                          |
| 6  | Phi hồ ngoại truyện     | 飛狐外傳       | Lãnh nguyệt bảo đao | 1960         | 439,000     | Tiền Tuyết sơn phi hồ    |
| 7  | Bạch mã khiếu tây phong | 白馬嘯西風     |                     | 1961         | 67,000      |                          |
| 8  | Uyên Ương đao           | 鴛鴦刀         |                     | 1961         | 34,000      |                          |
| 9  | Ỷ thiên Đồ long ký      | 倚天屠龍記     | Cô gái Đồ Long      | 1962         | 956,000     | Xạ điêu tam bộ khúc III  |
| 10 | Liên thành quyết        | 連城訣         |                     | 1962         | 229,000     |                          |
| 11 | Thiên long bát bộ       | 天龍八部       | Lục mạch thần kiếm  | 1963         | 1,211,000   | Tiền Xạ điêu tam bộ khúc |
| 12 | Hiệp khách hành         | 俠客行         |                     | 1965         | 364,000     |                          |
| 13 | Tiếu ngạo giang hồ      | 笑傲江湖       |                     | 1967         | 979,000     |                          |
| 14 | Lộc Đỉnh ký             | 鹿鼎記         | Lộc Đỉnh Công       | 1969–1972    | 1,230,000   |                          |
| 15 | Việt nữ kiếm            | 越女劍         |                     | 1970 TN      | 16,000      |                          |

Một số tác phẩm của Kim Dung có những nhân vật và chi tiết bắc cầu với nhau, tuy nhiên đều có thể đọc độc lập.

Chùm truyện có thể nói là nổi tiếng nhất, và cũng có nhiều chi tiết liên kết chặt nhất, là Xạ điêu tam bộ khúc (射鵰三部曲), gồm ba tác phẩm Xạ điêu anh hùng truyện (cuối đời Tống), Thần điêu hiệp lữ (thời Mông Cổ đánh Tống), Ỷ thiên Đồ long ký (thời nhà Minh nổi lên đánh Mông Cổ).

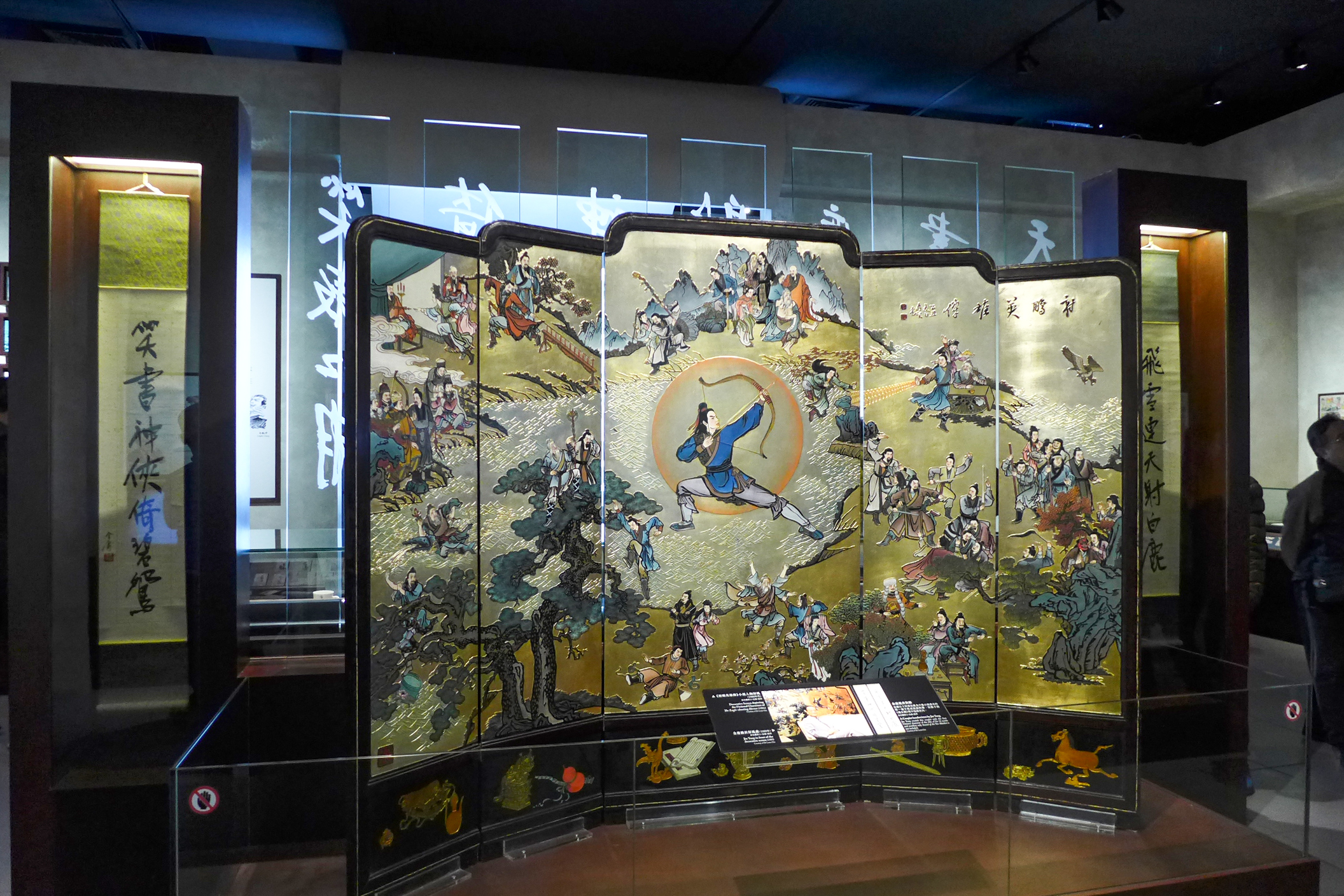
Hình ảnh anh hùng xạ điêu tại bảo tàng 2017
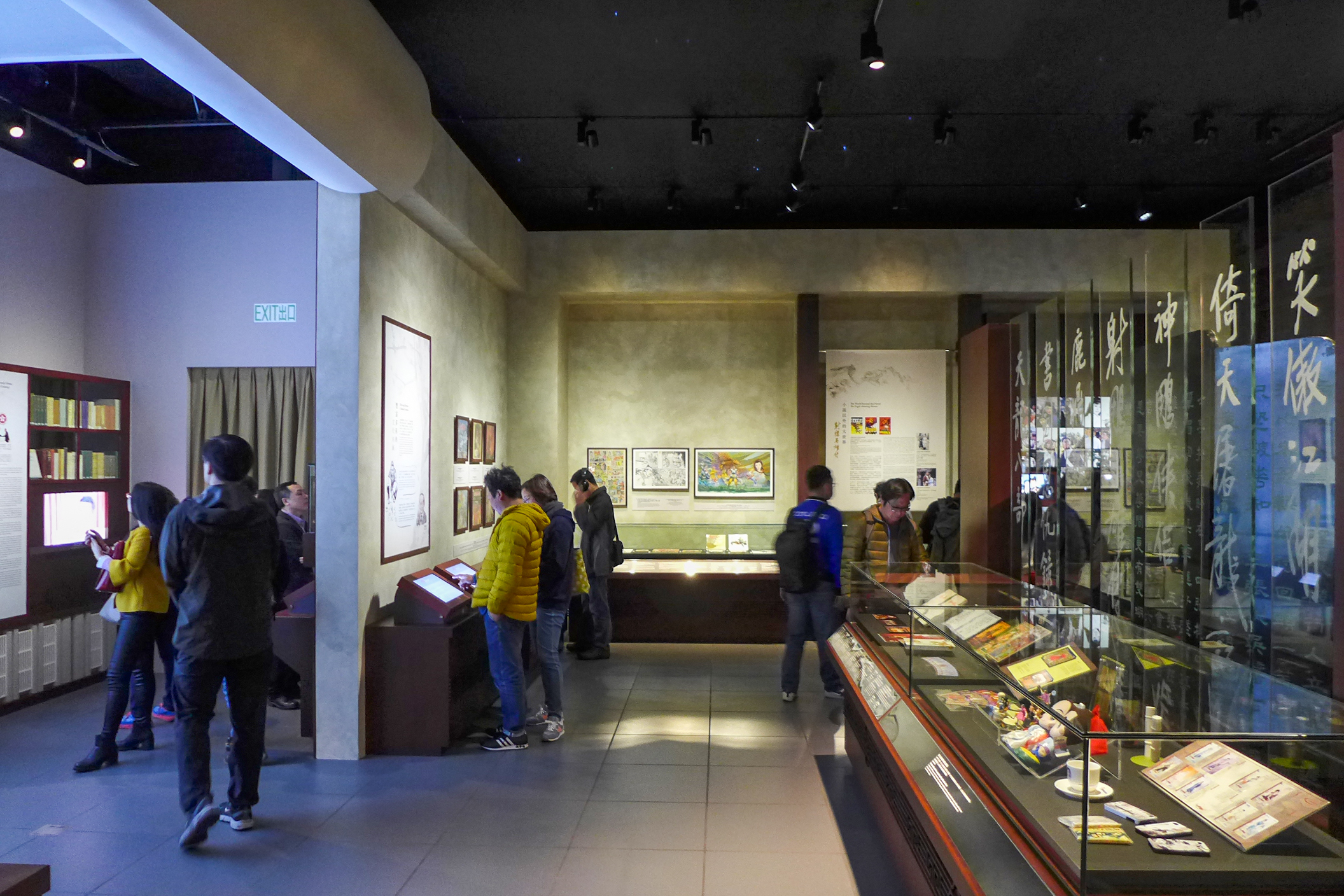
Khung cảnh phòng triển lãm 2017

Thiên Long bát bộ (thời Tống) lấy bối cảnh trước Xạ điêu anh hùng truyện, nhưng nội dung câu chuyện vốn là độc lập. Sau này, Kim Dung sửa chữa lại vài chi tiết trong Xạ điêu anh hùng truyện để bắc cầu với Thiên Long bát bộ.
Vài nhân vật của Bích huyết kiếm (thời Minh mạt, Mãn Châu vào đánh) xuất hiện trong Lộc Đỉnh ký (đời Khang Hy).
Vài nhân vật trong Thư kiếm ân cừu lục xuất hiện trong Phi hồ ngoại truyện, tác phẩm này lại kể lai lịch, hành trạng của Hồ Phỉ và một số nhân vật khác của Tuyết sơn phi hồ (các truyện này lấy bối cảnh đời Càn Long).
Các truyện khác của Kim Dung không liên quan với nhau và cũng không có bối cảnh lịch sử cụ thể, trừ Việt nữ kiếm xảy ra thời Xuân Thu.

Anh hùng xạ điêu

Tuần tự 13 bộ tiểu thuyết xếp theo bối cảnh lịch sử của nhà văn Kim Dung:
1. Việt Nữ Kiếm (Diễn ra vào thời Xuân Thu gắn liền với sự kiện Ngô Việt tranh bá, tức trong khoảng thời gian từ năm 493 TCN đến 473 TCN)
2. Thiên Long Bát Bộ (trải từ thời Tống Thần Tông đến Tống Triết Tông nhà Bắc Tống, khoảng 1065 -1095)
3. Anh hùng xạ điêu (diễn ra khi Thành Cát Tư Hãn đang chinh chiến và kết thúc khi Thành Cát Tư Hãn qua đời, tức khoảng từ năm 1205 kéo dài tới năm 1226, tương ứng với giữa thời Nam Tống, diễn ra sau Thiên Long Bát Bộ khoảng 130 năm)
4. Thần điêu hiệp lữ (các sự kiện diễn ra từ khoảng năm 1240 tới 1258, diễn ra sau Anh hùng xạ điêu khoảng 15-30 năm)
5. Ỷ Thiên Đồ Long Ký (thời cuối nhà Nguyên, kết thúc khi Chu Nguyên Chương chuẩn bị xưng vương dựng nghiệp nhà Minh, tức khoảng từ năm 1340 kéo dài tới năm 1363)
6. Hiệp khách hành (Thời kỳ nhà Minh, chính xác là năm 1460 do cuối truyện có đề cập đến chi tiết nhuận tháng chạp .Nhuận tháng chạp là cực hiếm gặp, trong khoảng thời gian năm 1360 đến năm 1540 chỉ có duy nhất năm 1460 là có nhuận tháng chạp). Ngoài ra trong trong truyện còn xuất hiện nhân vật Xung Hư đạo trưởng phái Võ Đang, sau này đã xuất hiện trong Tiếu Ngạo Giang Hồ, tỉ kiếm với Lệnh Hồ Xung)
7. Tiếu ngạo giang hồ (thời nhà Minh, sau thời Hiệp khách hành khoảng 20-30 năm, tức là diễn ra vào thời điểm tầm 1480-1490)
8. Bích Huyết Kiếm (cuối thời nhà Minh, đoạn kết là khi Lý Tự Thành diệt nhà Minh và quân Mãn Thanh tràn vào, tức năm 1644)
9. Lộc Đỉnh ký (thời vua Khang Hy nhà Thanh còn niên thiếu đến khi trưởng thành, tức khoảng năm 1661 tới 1675)
10. Thư Kiếm Ân Cừu Lục (thời vua Càn Long nhà Thanh còn trẻ và kết thúc khi Phúc Khang An có ngoại hình giống y hệt Trần Gia Lạc vừa sinh ra, tức khoảng năm 1740 tới 1753)
11. Phi Hồ Ngoại Truyện (thời vua Càn Long nhà Thanh gần đất xa trời và Phúc Khang An đã làm quan, tức khoảng năm 1780-1790)
12. Tuyết Sơn Phi Hồ (thời Càn Long nhà Thanh, diễn ra sau "Phi hồ ngoại truyện" chỉ ít lâu trước khi Hồ Nhất Đao qua đời)
13. Liên Thành Quyết (không rõ thời điểm, chỉ có thể suy đoán là xảy ra vào thời nhà Thanh do có nhắc đến tóc đuôi sam. Có thông tin nói rằng trong Liên thành quyết, Kim Dung từng viết về ông nội của mình làm tri huyện Đan Dương (Giang Tô), nếu đúng như vậy thì truyện xảy ra vào khoảng cuối thế kỷ 19)

"Bạch Mã Khiếu Tây Phong" và "Uyên Ương Đao" chỉ được suy đoán là vào thời nhà Thanh, nên không xếp được thứ tự.

### Hai câu thơ sắp thành tựa đề
| Kim Dung            | Kim Dung |
| ------------------- | -------- |
| Tiểu thuyết         |          |
| 飛 Phi              | 笑 Tiếu  |
| 雪 Tuyết            | 書 Thư   |
| 連 Liên             | 神 Thần  |
| 天 Thiên            | 俠 Hiệp  |
| 射 Xạ               | 倚 Ỷ     |
| 白 Bạch             | 碧 Bích  |
| 鹿 Lộc              | 鴛 Uyên  |
| Truyện ngắn         |          |
| 越女劍 Việt nữ kiếm |          |

Sau khi Kim Dung hoàn thành các tác phẩm của mình, một người bạn của ông là Nghê Khuông phát hiện rằng chữ đầu tiên của tựa đề 14 tiểu thuyết tạo thành hai câu thơ thất ngôn: 
Phi tuyết liên thiên xạ bạch lộc
Tiếu thư thần hiệp ỷ bích uyên
Dịch nghĩa: 
Tuyết bay đầy trời bắn (nhìn) hươu trắng
Truyện cười thần hiệp tựa uyên xanh

### Các nhân vật chính
Nhân vật Nam chính trong các truyện:
- Trần Gia Lạc: Thư kiếm ân cừu lục
- Viên Thừa Chí: Bích huyết kiếm
- Quách Tĩnh: Anh hùng xạ điêu
- Dương Quá: Thần điêu đại hiệp
- Miêu Nhân Phượng: Tuyết sơn phi hồ, Phi hồ ngoại truyện
- Hồ Phỉ: Tuyết sơn phi hồ, Phi hồ ngoại truyện
- Trương Vô Kỵ: Ỷ Thiên Đồ Long ký
- Địch Vân: Liên thành quyết
- Tiêu Phong: Thiên long bát bộ
- Đoàn Dự: Thiên long bát bộ
- Hư Trúc: Thiên long bát bộ
- Thạch Phá Thiên: Hiệp khách hành
- Lệnh Hồ Xung: Tiếu ngạo giang hồ
- Vi Tiểu Bảo: Lộc đỉnh ký.

Các nhân vật nam mà Kim Dung yêu thích: Lệnh Hồ Xung, Tiêu Phong, Quách Tĩnh, Dương Quá, Đoàn Dự, Trương Vô Kỵ, Phong Thanh Dương, Hoàng Dược Sư, Chu Bá Thông.
Nhân vật nữ chính trong các truyện:
- Hương Hương công chúa: Thư kiếm ân cừu lục
- Hoắc Thanh Đồng: Thư kiếm ân cừu lục
- Lý Nguyên Chỉ: Thư kiếm ân cừu lục
- Hạ Thanh Thanh: Bích huyết kiếm
- A Cửu (Trường Bình công chúa): Bích huyết kiếm
- Hoàng Dung: Anh hùng xạ điêu
- Tiểu Long Nữ: Thần điêu đại hiệp
- Viên Tử Y: Phi hồ ngoại truyện, Tuyết sơn phi hồ
- Trình Linh Tố: Phi hồ ngoại truyện, Tuyết sơn phi hồ
- Miêu Nhược Lan: Tuyết sơn phi hồ
- Triệu Mẫn: Ỷ Thiên Đồ Long ký
- Chu Chỉ Nhược: Ỷ Thiên Đồ Long ký
- Thích Phương: Liên thành Quyết
- Thủy Sinh: Liên thành Quyết
- A Châu: Thiên long bát bộ
- A Tử: Thiên long bát bộ
- Vương Ngữ Yên: Thiên long bát bộ
- Mộc Uyển Thanh: Thiên long bát bộ
- Tiêu Trung Tuệ: Uyên ương đao
- Lý Văn Tú: Bạch mã khiếu tây phong
- Đinh Đang: Hiệp khách hành
- A Tú: Hiệp khách hành
- A Thanh: Việt Nữ kiếm
- Nhậm Doanh Doanh: Tiếu ngạo giang hồ
- Nhạc Linh San: Tiếu ngạo giang hồ
- Song Nhi: Lộc Đỉnh ký
- Tô Thuyên: Lộc Đỉnh ký
- Kiến Ninh công chúa: Lộc Đỉnh ký
- A Kha: Lộc Đỉnh ký

Các nhân vật nữ mà Kim Dung yêu thích: Hoàng Dung, Tiểu Long Nữ, Trình Linh Tố, Lạc Băng, A Cửu, Hà Thiết Thủ, Lam Phượng Hoàng.
Các nhân vật nữ mà Kim Dung xem là người vợ lý tưởng: Nhậm Doanh Doanh, Triệu Mẫn, A Châu, Tăng Nhu, Chu Chỉ Nhược.
Các nhân vật nữ mà Kim Dung nguyện suốt đời yêu thương và bảo vệ: Quách Tương, Tiểu Chiêu, Nghi Lâm, Song Nhi, A Bích, A Cửu, Trình Anh, Công Tôn Lục Ngạc, Cam Bảo Bảo

### Đề tài
Chủ nghĩa yêu nước và Văn hóa truyền thống Trung Quốc là đề tài chủ yếu trong các tác phẩm của Kim Dung. Ông nhấn mạnh đến sự độc lập tự chủ của người Hán, và nhiều tác phẩm của ông là bối cảnh khi Trung Quốc bị đe dọa bởi những người phương bắc như Khiết Đan, Nữ Chân, Mông Cổ. Nhưng dần dần chủ nghĩa yêu nước của ông cũng bao gồm các dân tộc thiểu số tạo thành nước Trung Quốc bây giờ. Kim Dung đặc biệt khâm phục các đặc điểm của người Mông Cổ, Mãn Châu. Trong Anh hùng xạ điêu, hình tượng của Thành Cát Tư Hãn và các con của ông là những vị tướng tài ba, những dũng sĩ kiêu dũng trên đại mạc đứng lên lập nên đại nghiệp, uy hiếp nhà Tống lụn bại. Hoặc như trong Lộc Đỉnh ký, Kim Dung miêu tả vua Khang Hy nhà Thanh là một người có lòng trắc ẩn và có năng lực. Trong Thiên long bát bộ, Kiều Phong mặc dù là người Khiết Đan nhưng từ nhỏ đã được người Hán nuôi dưỡng. Chính điều đó đã khiến Kiều Phong vì người Hán ngăn cản vua Liêu tiến quân.
Các tác phẩm của Kim Dung có thể coi là cuốn từ điển nhỏ về phong tục, tập quán, văn hóa Trung Hoa, bao gồm các lĩnh vực y thuật dân tộc Trung Quốc, châm cứu, võ thuật, âm nhạc, thư pháp, cờ vây, trà đạo, các triết học của đạo Khổng, đạo Phật và đạo Lão, và lịch sử phong kiến Trung Hoa. Các nhân vật lịch sử hòa trộn vào các nhân vật trong truyện.
Các tác phẩm của ông rõ ràng đã tỏ lòng tôn trọng và ca ngợi các giá trị truyền thống Trung Hoa, đặc biệt là các quan niệm Khổng giáo như là mối quan hệ giữa vua tôi, cha con, vợ chồng, anh em, và nhất là giữa sư phụ và đồ đệ, giữa các huynh đệ. Kim Dung cũng nhấn mạnh vào các giá trị Trung Hoa truyền thống như là danh dự con người, tinh thần tận trung báo quốc của nam nhi, tấm lòng chung thủy giữ gìn trinh tiết của phụ nữ.
Cuối cùng ông biến đổi một phần các phép tắc đó trong tác phẩm cuối cùng Lộc Đỉnh ký. Là một nhân vật chính nhưng Vi Tiểu Bảo không theo mô thức của các nhân vật chính mà Kim Dung đã dàn dựng, không phải là một biểu tượng của một anh hùng hảo hán mà là một nhân vật có cả tà tâm, không theo một tiêu chuẩn đạo đức nhất định, nhưng vẫn là một kẻ sống rất nghĩa khí và rất hết lòng vì bạn bè.

### Phê bình
Các tác phẩm của Kim Dung đã nhận được nhiều phê bình từ độc giả và các nhà phê bình văn học. Nghê Khuông, một nhà văn nổi tiếng và là bạn của Kim Dung đã viết rất nhiều bài viết phân tích các nhân vật và thế giới võ thuật trong các tác phẩm của ông.
Tuy nhiên nhiều tác phẩm của Kim Dung đã bị cấm ở nhiều nơi ngoài Hồng Kông vì những lý do chính trị. Nhiều tác phẩm bị cấm ở Trung Hoa đại lục vì bị cho là chế nhạo Mao Trạch Đông, Cách mạng Văn hóa hoặc bị cho là xuyên tạc lịch sử (ví dụ như truyện Ỷ thiên đồ long ký có nhiều chi tiết hư cấu về các nhân vật lịch sử có thật như Thường Ngộ Xuân, Minh Thái Tổ). Chính quyền Đài Loan cũng cấm vì cho rằng các tác phẩm này ủng hộ Đảng Cộng sản Trung Quốc. Hiện giờ các tác phẩm của Kim Dung không bị cấm nữa. Một số chính trị gia như Đặng Tiểu Bình còn là người hâm mộ các tác phẩm của ông.
Cuối năm 2004, nhà xuất bản giáo dục nhân dân của Cộng hòa Nhân dân Trung Hoa đã đưa tác phẩm Thiên long bát bộ vào sách giáo khoa lớp 12. Bộ Giáo dục Singapore cũng làm như vậy đối với các trường cấp 2, 3 sử dụng tiếng Trung Quốc.

### Tác phẩm dựa theo Kim Dung
Có thể một phần vì muốn hoàn thiện các khe hở tình tiết trong truyện Kim Dung, phần vì muốn phát triển rộng thêm các chi tiết truyện, phần là ăn theo, rất nhiều người đã viết truyện dựa theo cốt, theo nhân vật trong truyện Kim Dung mà tạo dựng nhiều tác phẩm khác, thậm chí dựng thành phim, gọi chung là các tác phẩm dựa Kim Dung.
|    | Tác phẩm                                         | Người dịch                 | Người viết   |
| -- | ------------------------------------------------ | -------------------------- | ------------ |
| 1  | Bẻ kiếm bên trời                                 | Hàn Giang Nhạn             |              |
| 2  | Cự Linh Thần Chưởng                              | Sơn Điền Nguyễn Viết Khánh |              |
| 3  | Độc Cô Quái Khách                                | Hàn Giang Nhạn             |              |
| 4  | Đơn kiếm diệt quần ma                            | Tiền Phong Từ Khánh Phụng  |              |
| 5  | Hắc Thánh Thần Tiêu                              | Thương Lan                 |              |
| 6  | Hậu Anh hùng xạ điêu                             |                            |              |
| 7  | Hậu Cô Gái Đồ Long Ỷ thiên Đồ long Ký hậu truyện |                            |              |
| 8  | Huyết Mỹ Nhân                                    |                            |              |
| 9  | Loạn Võ Công Ký                                  |                            | Phạm Thế Tài |
| 10 | Ma Nữ Đa Tình                                    |                            |              |
| 11 | Song Nữ Hiệp Hồng y                              | Tiền Phong Từ Khánh Phụng  |              |
| 12 | Thái A Kiếm                                      | Tiền Phong Từ Khánh Phụng  |              |
| 13 | Thạch Phá Thiên Hậu Hiệp khách hành              |                            |              |
| 14 | Tiếng Đàn Ma                                     |                            |              |
| 15 | Tiếu ngạo giang hồ Hậu Ký                        |                            | TMP          |
| 16 | Tiểu Tà Thần                                     | Tiền Phong Từ Khánh Phụng  |              |
| 17 | Tục Thái A Kiếm                                  |                            |              |
| 18 | Tục Tiểu Tà Thần                                 |                            |              |
| 19 | Võ Lâm Ngũ Bá Anh hùng xạ điêu tiền truyện       |                            |              |
| 20 | Độc Cô Cửu Kiếm                                  |                            |              |

## Phim ảnh

### Phim truyền hình
- Anh hùng xạ điêu (phim 1983)
- Anh hùng xạ điêu (phim 1994)
- Anh hùng xạ điêu (phim 2003)
- Anh hùng xạ điêu (phim 2008)
- Anh hùng xạ điêu (phim truyền hình 2017)
- Bích huyết kiếm (phim 1977)
- Bích huyết kiếm (phim 1985)
- Bích huyết kiếm (phim 2000)
- Bích huyết kiếm (phim 2007)
- Hiệp khách hành (phim 2002)
- Lộc Đỉnh ký (phim 1984)
- Tiểu Bảo và Khang Hy (2001)
- Lộc Đỉnh ký (phim 2008)
- Thiên long bát bộ (phim truyền hình 1997)
- Thiên long bát bộ (phim truyền hình 2003)
- Thiên long bát bộ (phim truyền hình 2013)
- Thần điêu đại hiệp (phim 1983)
- Thần điêu đại hiệp (phim 1995)
- Thần điêu đại hiệp (phim 1998)
- Thần điêu đại hiệp (phim 2006)
- Thần điêu đại hiệp (phim 2014)
- Tiếu ngạo giang hồ (phim 1984)
- Tiếu ngạo giang hồ (phim 1996)
- Tiếu ngạo giang hồ (phim truyền hình Đài Loan 2000)
- Tiếu ngạo giang hồ (phim 2001)
- Tiếu ngạo giang hồ (phim 2013)
- Tiếu ngạo giang hồ (phim 2018)
- Ỷ Thiên Đồ Long Ký (phim 1986)
- Ỷ Thiên Đồ Long Ký (phim 2000)
- Ỷ Thiên Đồ Long Ký (phim 2003)
- Ỷ Thiên Đồ Long Ký (phim 2009)
- Ỷ Thiên Đồ Long Ký (phim 2019)
- Việt nữ kiếm (phim truyền hình 1986): ATV, Moonly vai A Thanh, Elliot Ngok vai Phạm Lãi

### Phim điện ảnh
- Tiếu ngạo giang hồ: Đông Phương Bất Bại
- Lộc Đỉnh ký
- Lộc Đỉnh ký: Thần Long giáo